# 富山村 (栃木県)
富山村（とみやまむら）は栃木県の南部、下都賀郡に属していた村である。

## 地理
- 山岳 - 太平山
- 河川 - 永野川

## 大字
- 下皆川（しもみながわ）
- 富田（とみだ）
- 西山田（にしやまだ）

## 歴史
- 1889年（明治22年）4月1日 - 町村制施行により、富田村、西山田村、下皆川村が合併し下都賀郡富山村が成立する。
- 1956年（昭和31年）9月30日 - 瑞穂村、水代村と合併し大平村となる。

## 行政
- 富山村長[1]

| 代 | 氏名       | 就任                       | 退任                       | 備考 |
| -- | ---------- | -------------------------- | -------------------------- | ---- |
| 1  | 福島顕之助 | 1889年（明治22年）4月26日  | 1893年（明治26年）5月13日  |      |
| 2  | 杉田啓三郎 | 1893年（明治26年）5月13日  | 1895年（明治28年）4月13日  |      |
| 3  | 白石精一郎 | 1895年（明治28年）4月13日  | 1897年（明治30年）5月6日   |      |
| 4  | 川島純治   | 1897年（明治30年）5月6日   | 1902年（明治35年）12月31日 |      |
| 5  | 白石荘蔵   | 1903年（明治36年）4月7日   | 1906年（明治39年）4月5日   |      |
| 6  | 富田梅吉   | 1906年（明治39年）9月1日   | 1908年（明治41年）5月10日  |      |
| 7  | 松本駿一   | 1908年（明治41年）9月29日  | 1908年（明治41年）10月1日  |      |
| 8  | 椎名覚三郎 | 1909年（明治42年）9月17日  | 1921年（大正10年）4月1日   |      |
| 9  | 白石荘蔵   | 1921年（大正10年）4月13日  | 1925年（大正14年）6月22日  |      |
| 10 | 椎名与重   | 1926年（大正15年）8月6日   | 1934年（昭和9年）7月31日   |      |
| 11 | 熊倉吉太郎 | 1934年（昭和9年）8月1日    | 1942年（昭和17年）7月31日  |      |
| 12 | 佐藤章治   | 1943年（昭和18年）12月28日 | 1946年（昭和21年）12月10日 |      |
| 13 | 熊倉辰蔵   | 1947年（昭和22年）4月7日   | 1952年（昭和27年）5月31日  |      |
| 14 | 白石貞吉   | 1952年（昭和27年）7月8日   | 1956年（昭和31年）5月8日   |      |
| 15 | 椎名甲子一 | 1956年（昭和31年）7月8日   | 1956年（昭和31年）9月29日  |      |

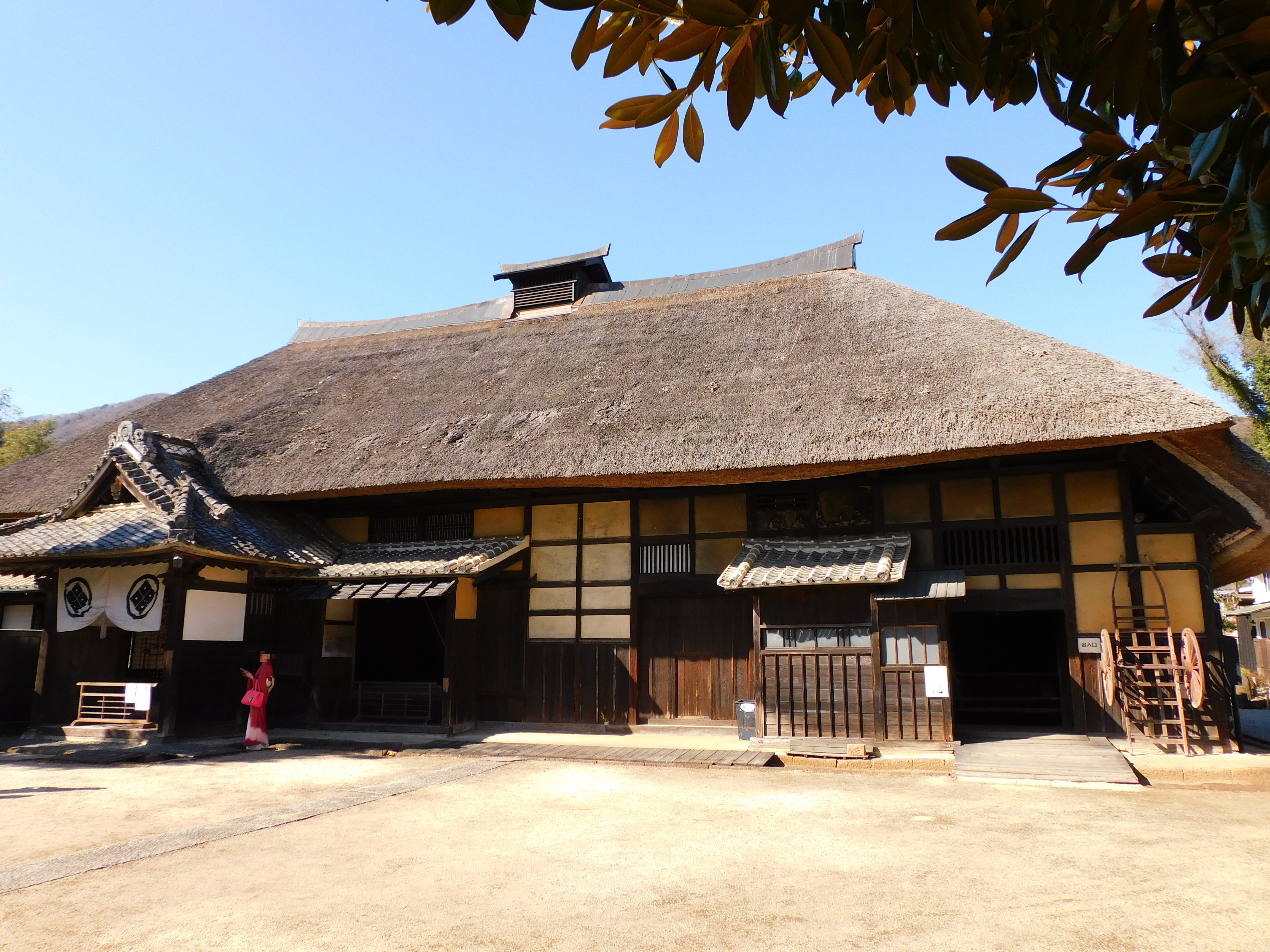
白石家戸長屋敷 母屋

村長を務めた白石氏の邸宅は、白石家戸長屋敷として現存する。

## 交通

### 鉄道
- 日本国有鉄道（現：東日本旅客鉄道）
  - 両毛線：富山駅（現：大平下駅）
- 東武鉄道
  - 日光線：新大平下駅